# Psyllobora bicongregata
Psyllobora bicongregata es una especie de coleóptero cucujoideo de la familia Coccinellidae. Es parte de la tribu Halyziini, cuya alimentación suele ser micófaga. Es pequeña de colores pálidos, se suelen encontrar en gran número sobre plantas específicas. Su actividad empieza a mediados del invierno hasta fines del verano.

## Características
Tiene una forma ovalar y es de color marrón claro. Sus manchas tienen bordes más oscuros que el centro. Tiene un pronoto con cinco manchas y alas duras (élitros) con diez manchas cada una. Puede medir entre 1,9 a 2,7 milímetros. Su color puede variar de marrón claro al blanco marfil, puede incluso ser amarillento o rosado, con manchas marrones a veces con bordes oscuros. Sus manchas varían mucho en tamaño y color, pueden ser más o menos confluentes y a veces algunas no están presentes.

## Biología
Los huevos de esta especie son colocados a ambos lados de las hojas. La larva presenta cuatro estadios como los coccinelidae. Cuando la larva completa su desarrollo,  deja de alimentarse, se fija a una hoja y empupa.

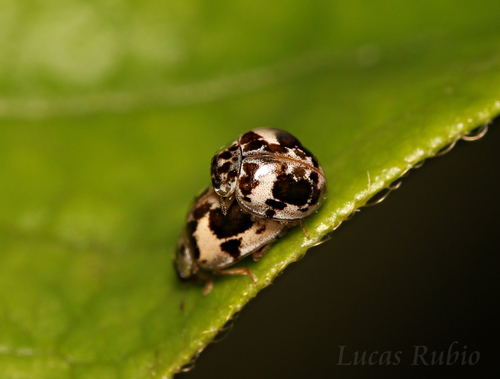
Dos adultos de Psyllobora bicongregata en cópula

### Alimentación
La especie está dentro de los pocos grupos de coccinelidos que se alimenta de hongos a diferencia de otras especies que se alimentan principalmente de áfidos, escamas (Coccoidea)  o son fitófagas.

## Importancia económica
Psyllobora bicongregata fue hallada alimentándose de esporas de oidio sobre cultivos de Cucurbita maxima y sobre Passiflora caerulea, su alimentación micófaga le da cualidades para ser control biológico de afecciones fúngicas a las plantas.

## Distribución
El rango de distribución de esta especie incluye gran parte de Argentina , Bolivia, Brasil, Paraguay y Uruguay.